# Rafael Blanes Tolosa
Rafael Blanes Tolosa (25 d'agost de 1877-20 de gener de 1975).

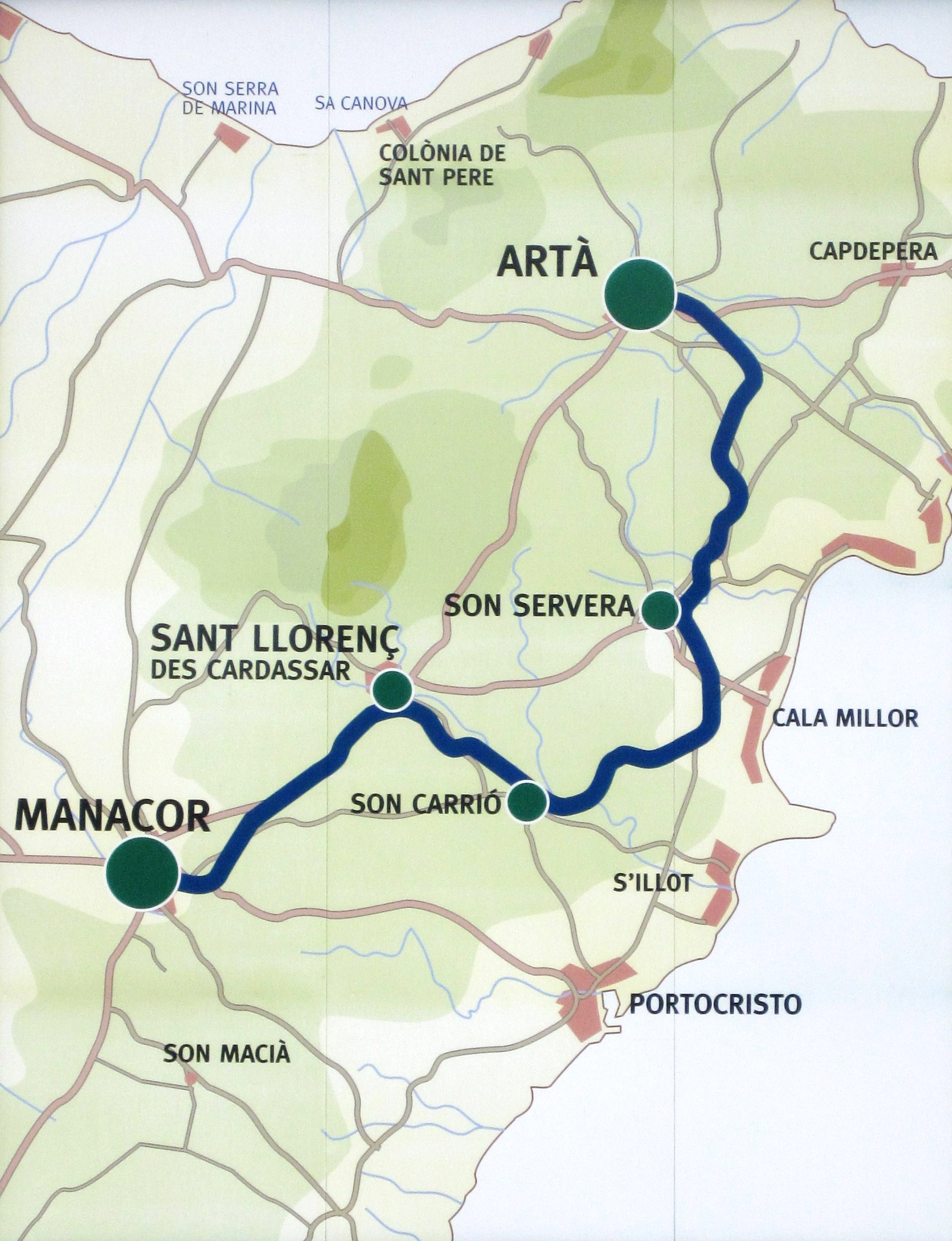
Línia Manacor – Artà

Banquer i empresari. Llicenciat en dret per la Universitat Complutense. Gran defensor del tren, que considerava el mitjà de transport ideal per a les illes, impulsà la construcció de la línia Manacor-Artà (1921) i presidí la Companyia de Ferrocarrils de Mallorca entre 1923-1948. A mitjan dècada de 1950, amb la crisi de la Companyia, gestionà la incorporació a l'estat de la xarxa ferroviària mallorquina. Fou president de la Caixa d'Estalvis de Balears, membre de la Cambra Agrària i vocal de la Cambra de Comerç, Indústria i Navegació de Mallorca i Eivissa. Obtengué la medalla al Mèrit del Treball i és fill il·lustre d'Artà.

## Biografia
El dia de Sant Sebastià del 1975, va lliurar la seva ànima a Déu Rafael Blanes Tolosa, després d'una llarga malaltia i havent rebut els sagraments de l'Església.
Havia nascut a Palma dia 25 d'agost de 1877, fill de D. Rafael Blanes Massanet, d'Arta, i de la senyora Josefa Tolosa Alvarez, de Mayagüez (Puerto Rico), comptant amb 97 anys a la data de la seva mort. Va fer els seus primers estudis al Col·legi Ligorino. Va cursar els estudis de Dret a la Universitat Central madrilenya, obtenint la Llicenciatura en Dret, sent actualment el número u del Col·legi d'Advocats, encara que no exercia. En 9 d'octubre de 1901, poc després de la mort del seu pare, va ser nomenat vocal suplent de la Companyia de Ferrocarrils de Mallorca; en 3 de novembre de 1908, Vocal propietari; en 4 de març de 1916, vocal secretari, i en 22 d'abril de 1919, Director Gerent Substitut de la mateixa Companyia, passant a ocupar la direcció d'ella en 1923 fins a jubilar el 1947.
Va ser també vocal del Crèdit Balear, des del 10 de novembre de 1908; Membre de la Junta de Protectors de la Caixa d'Estalvis i Mont de Pietat de Balears, ocupant la presidència de la mateixa fins a la seva mort; Vocal de la Cambra de Comerç i de la Junta Provincial de Beneficència i Soci de Mèrit de la Caixa Rural d'Arta. Dins de la companyia de Ferrocarrils de Mallorca i com a obra cimera de D. Rafael és la prolongació del ferrocarril Manacor - Artà, que ell, en la seva modèstia atribuir sempre a la Mare de Déu de Sant Salvador, a la qual va fer declarar Patrona dels Ferrocarrils de Mallorca en 1941.
Inaugurada la línia en 1921, l'Ajuntament d'Arta va declarar a D. Rafael, Fill Il·lustre de la Vila, juntament amb el seu pare, Rafael Blanes Massanet. Van ser col·locats els seus retrats -obra del pintor palmesà D. Juan Pizá- a la sala de sessions de la Casa Consistorial. Es va aixecar una làpida commemorativa al costat de l'estació del tren i es va dedicar a ells el carrer major del poble. El discurs biogràfic va ser llegit pel metge Artanense D. José Sureda Massanet, dia 18 de juny al Teatre Principal.
Posteriorment el Govern va condecorar amb la Medalla al Mèrit del Treball.
Persona de conviccions cristianes, arrelades més en ell, des de la mort de la seva esposa donya Juana Serra Moner en 1924, va tenir gran devoció a la Mare de Déu de Sant Salvador. La Verge i el Santuari van ser objecte de les seves donatius nombrosos: entre d'altres, enumerem els següents: La col·lecció de set quadres que adornen les parets del Santuari, el 1927; dos petits retaules de Jesús Ressuscitat i de la Mare de Déu de Pasqua, beneïts en 1927; el sigrario, beneït en 1930; la mateixa imatge de Crist Ressuscitat, que abans presidía la capella particular dels Blanes, avui Centre Social.
Res estranya que la Parròquia d'Artà voldria expressar públicament el seu agraïment al Sr. Rafael, rendint un homenatge a la seva persona, dia 15 d'abril de 1963. El vicari general don Francisco Payeras va celebrar missa solemne al Santuari de Sant Salvador i a continuació es va col·locar un quadre del senyor Rafael a iel saló de ex-vots, quedant així el seu nom unit al de la Mare de Déu. L'acte de la rebuda del seu cadàver al cementiri d'Arta va ser emotiu. El seu cos va ser col·locat a la capella, construïda pel seu pare en 1885. En aquest precís moment la locomotora del tren donava una xiulada. El tren, el cementiri i la Mare de Déu de Sant Salvador, els tres amors predilectes de D. Rafael. Un dels seus últims encàrrecs: "No m'enterreu a Palma". Va assistir a l'acte una representació de l'Ajuntament, presidida per l'alcalde, del clergat parroquial i conventual